# فاديو دي لا سييرا
بلدية فاديو دي لا سييرا (بالإسبانية: Vadillo de la Sierra) هي بلدية تقع في مقاطعة آبلة التابعة لمنطقة قشتالة وليون وسط إسبانيا.

## الديموغرافيا
بلغ عدد سكان بلدية فاديو دي لا سييرا 89 نسمة عام 2011 (وفقاً للمعهد الوطني للإحصاء الإسباني).
| 175 | 159 | 138 | 113 | 101 | 93 | 89 |